# Atelopus chocoensis
Atelopus chocoensis é uma espécie de sapo da família Bufonidae. Ele é endêmico na Colômbia. Seu habitat natural são as florestas úmidas de montanhas em áreas tropicais e subtropicais. Está ameaçado pela perda do seu habitat